# Эфрос, Евдокия Исааковна
Евдокия Исааковна Коновицер (Реве-Хава Эфрос) (1861 —  февраль 1943) — невеста Антона Павловича Чехова.

## Биография
Обучалась вместе с сестрой писателя Марией Павловной Чеховой на педагогических курсах Герье.
В письме писателю Виктору Билибину 26-летний Чехов сообщил: «Вчера, провожая домой одну барышню, сделал ей предложение». Речь шла о дочери московского адвоката Евдокии Эфрос. Будучи из семьи зажиточных евреев, отказалась принять православие, вследствие чего свадьба с Чеховым стала невозможна. Отношения были окончательно разорваны в марте 1887 года.
Осенью 1887 года вышла замуж за приятеля Чехова, адвоката и издателя газеты «Курьер» Ефима (Израиля) Зиновьевича Коновицера (1863–1916). Тем не менее, бывшая невеста посещала Чехова в Москве и Бабкино, в Мелихово и Ялте. 1 мая 1896 года Чехов сделал для Евдокии дарственную надпись на книге «В сумерках. Очерки и рассказы», где написал «Евдокии Исааковне Коновицер на память о том, как она скучала и зябла в Мелихове у автора А. Чехова 96 1/V».
После революции Коновицеры эмигрировали во Францию. В период Холокоста в 1943 году в возрасте 82 лет Евдокия была депортирована из французского дома престарелых и умерла в концентрационном лагере Треблинка.
Сестра Евдокии Исааковны — Софья Исааковна Новик (1868—1951), мать Николая Новика.
У Коновицеров было двое детей: сын Николай (ок. 1895—после 1960; жил во Франции) и дочь Ольга, адвокат. 

## В творчестве Чехова
Предположительно являлась прототипом героини рассказа «Тина» Сусанны Моисеевны. «Была сейчас Эфрос. Я озлил её, сказав, что еврейская молодежь гроша не стоит; обиделась и ушла», — написал Чехов своей подруге М. В. Киселевой в день выхода «Тины» в «Новом Времени».